# Абделазиз Бутефлика
Абделазиз Бутефлика (на арабски: عبد العزيز بوتفليقة) е алжирски политик, президент на Алжир от 1999 до 2019 г. За това време успява да спре въоръжения конфликт между властите и ислямистите, да възстанови сигурността и да върне чуждестранните инвестиции в страната.
Член е на Политбюро на водещата управляваща партия Фронт за национално освобождение (ФНО) от 1961 до 1984 г. По-късно като президент е почетен председател на ФНО.
Той е сред първите министри след освобождението (1962) на страната: едва 25-годишен става министър на младежта, спорта и туризма (1962 – 1963) и в продължение на 16 години (1963 – 1979) е министър на външните работи, когато е и председател на Общото събрание на ООН (1974 – 1975). Съгласно чл. 91 от Конституцията (ред. 2008, 2016 г.) като президент е едновременно и председател на правителството; министър на отбраната от 2002 до 2019 г.
Член е на Революционния съвет (колективния държавен глава, начело с Хуари Бумедиен) на Алжир от 20 юни 1965 до 10 декември 1976 г. После е държавен министър и съветник на президента Ш. Бенджадид (1979 – 1980).

## Ранни години
Баща му Ахмед Бутефлика, роден в Тлемсен (Алжир), емигрирал като млад в Мароко, има 2 съпруги – Рабия Белкаид и Мансурия Гезлауи (майка на Абделазиз). Самият Абделазиз е 1-во дете на майка си и 2-ро дете (и 1-ви син) на баща си. Има 4 братя и сестра, както и 3 полусестри. По-късно, като новоизбран президент, назначава най-малкия си брат Саид (р. 1958, Saïd Bouteflika) за президентски съветник през 1999 г.
Учи отначало в Мароко, после в Алжир. През 1956 г. е сред главните организатори на стачка на алжирски ученици против колониалните власти. Участва в създаването на алжирската Народно-освободителна армия (НОА), чийто организатор е ФНО. Приключва средното си образование, когато се включва в НОА (1956). Бил е генерален секретар на клон на Общия съюз на алжирските студенти-мюсюлмани. Преминава военно обучение в школа за кадри на ФНО в Мароко.
Като офицер от Генералния щаб на НОА тясно сътрудничи с началника на ГЩ Хуари Бумедиен и извършва няколко военно-политически мисии. От 1960 г. е генерален инспектор в 5-и военен окръг на НОА в южната част на страната.

## Политическа кариера (1962 – 1981)
След извоюването на независимост от Алжир през 1962 г. става главен комисар на ФНО в района на гр. Оран, а скоро след това – представител на гр. Тлемсен в Учредителното събрание и после министър по младежта, спорта и туризма в правителството на Ахмед Бен Бела. На 5 септември 1963 г. назначен за министър на външните работи (сред най-младите в света – само на 26 години), като остава на тази длъжност до смъртта на президента Хуари Бумедиен през 1978 г.
Участвайки в преговори с Франция, конференции на Движението на необвързаните страни (ДНС), Организацията за африканско единство и Лигата на арабските държави, получава международно признание (в кулоарите често го наричат „рупор на ДНС“). Той е председател на Общото събрание на ООН (29-а редовна и 7-а специална сесии) през 1974 – 1975 г.
След смъртта на Хуари Бумедиен (1978) е измежду основните кандидати за длъжността президент на Алжир, считан за лидер на дясното крило на ФНО (за лидер на лявото крило по онова време е считан полковник Мохамед Салах Яхяуи). ФНО намира компромиса в лицето на Шадли Бенджедид.
Макар и да става държавен министър (длъжност, подобна на вицепремиер), старателно е изместван на заден план. В крайна сметка напуска политическата арена през 1981 г.

## Извън политиката (1981 – 1999)
През 1981 г. му предявяват иск за финансови машинации и е осъден, но по-късно е амнистиран с указ на президента Шадли Бенджедид. Обвинен е в присвояване на средства, предназначени за алжирските посолства в чужбина, през периода 1965 – 1979 г. Макар че остава на свобода, 2 негови колеги и съратници са осъдени.
Напуска Алжир (1983) и живее в Обединените емирства, Франция и Швейцария. След 6 г. зад граница най-после се завръща и веднага е избран отново за член на Централния комитет на ФНО (1989).
През януари 1994 г. отказва предложението на военни генерали да стане приемник на убития президент Мохамед Будиаф. Вместо него президент става генерал Ламин Зеруал.

## Президент на страната (1999–2019)

### Първи мандат (1999 – 2004)
През 1999 г. се кандидатира за президент как независим кандидат, поддържан от ФНО и въоръжените сили. Избран е със 74% от гласовете, оспорено от загубилите претенденти.
За преодоляване на вътрешния конфликт с крайните ислямисти и сепаратисти (т.нар. Гражданска война от 1990-те години, при която загиват ок. 150 хил. души) провежда политика на „национално помирение“, като печели референдум (септември 1999) по вътрешната си политика с 81% от гласовете, също оспорено от неговите противници.
В правителството си, освен от партията Демократично национално обединение (ДНО) – свързвана с предишния президент, включва представители на ислямисткото движение „Ан-Нахда“, берберското „Обединение за култура и демокрация“ и други опозиционни партии.
Започва оздравяване на икономиката, реформиране и възстановяване на позициите в международен план. В хода на 5-летния „план за възстановяване на икономиката“ са изразходвани $7 млрд., проведена е данъчна реформа и е достигнат икономически растеж от 5%.

### Втори мандат (2004 – 2009)
През 2004 г. Бутефлика е преизбран с 85% от гласовете. Международните наблюдатели сочат изборите като пример за честност и демокрация в Арабския свят, докато резултатът отново е оспорен от неговия конкурент Али Бенфлис.
В правителството на управлаващия Президентски алианс влизат представители на ФНО, ДНО и умерената ислямистка партия Движение на обществото за мир. Благодарение на противодействието на ислямския екстремизъм и тероризъм силно е стеснен районът на действие, обхващайки главно в Кабилия с компактно берберско население от племето кабили, започващ на около 50 км източно от столицата Алжир.
Икономиката на страната продължава да укрепва. Външният дълг е сведен до едва ок. 5 % от размера на брутния вътрешен продукт. С бързи темпове се развиват жилищното строителство, социалният сектор.

### Трети мандат (2009 – 2014)
След снемане (2008) на ограничението в конституцията от 2 последователни мандата Бутефлика е избран отново за президент през април 2009 г. В първото правителство през мандата му остават само ФНО и ДНО.
Успява да удържи страната в стабилност въпреки 5-дневните непрекъснати социални вълнения в началото на 2011 г., подновявани ежеседмично и затихнали за няколко месеца, чрез отмяна на извънредното положение (въведено през 1992 г.), допълнителни мерки за борба с младежката безработица, раздаване на 150 хил. жилища на нуждаещите се, постепенно решаване и на други социални проблеми.
Реализира се мащабна програма на правителството за 5-летния мандат на президента в общ обем от над 250 млрд. щ. дол., предвиждащ строителство на 2 млн. жилища, довършване на магистралата „Изток – запад“ и започване на нови, редица инфраструктурни и социални обекти.
Полето за действие на местните терористи е силно ограничено. Въпреки това е допуснат пробив в сигурността и протича 4-дневната заложническа криза в газов комплекс край Ин Аменас, Сахара през януари 2012 г. Президентът е критикуван за допуснатото равнище на корупция, особено в гигантската алжирска компания „Сонатрак“, най-голямата в Африка, монополист в националния нефтогазов сектор, създаваща 2/3 от БВП на страната.
Хоспитализиран е за медицинско изследване и лечение в известната военна клиника в Париж „Вал де Грас“, след като прекарва микроинсулт на 27 април 2013 г. Оттогава ползва инвалидна количка, по-рядко се появява на публични места.

### Четвърти мандат (2014 – 2019)
на 12 февруари 2014 г. премиерът Абделмалек Селал обявява, че президентът Бутефлика е представил своята кандидатура за участие в президентските избори. На 13 март Селал подава оставка от премиерския пост, за да оглави предизборния му щаб. На състоялите се президентски избори на 17 април 2014 г. Бутефлика печели още на първия тур с 81,53 % от гласовете, а независимият кандидат бившият премиер Али Бенфлис – 12,18 %. Бутефлика полага президентска клетва в инвалидна количка на 28 април 2014 г.
На 10 февруари 2019 г. Бутефлика обявява своята кандидатура за президентските избори, които са планирани за 18 април същата година. На 18 февруари обаче в страната започват масови протести против издигането на Бутефлика за V мандат. Съобщено е официално, че президентът е хоспитализиран в критично състояние в реанимацията на университетска болница в Женева.
На 11 март Бутефлика обявява, че няма да участва в президентските избори, а те ще бъдат проведени след разработване на проект за нова конституция на Алжир. На 1 април Бутефлика заявява, че ще напусне президентския пост към 28 април, когато завършва настоящият му президентски мандат. Подава оставка на следващия ден 2 април 2019 г.

## Семейство
Абделазиз Бутефлика е женен от август 1990 г. Съпругата му Амал Трики, дъщеря на алжирски дипломат, понастоящем не е с него в Алжир, живее в Париж. Според някои сведения те са разведени. Деца няма.
От семейството на баща си има:
- 3 полусестри от първата жена на баща му (Фатима, Амина и Айша), с които не поддържа контакти;
- родни 4 братя (Абделгани, Мустафа, Абдерахим и Саид) и сестра (Латифа).